# Магальянш Гандаво, Перу ди
Магальянш Гандаво, Перу ди (порт. Pero de Magalhães Gândavo, род. ок. 1540 , Брага — ок. 1580) — португальский историк и хронист.
Происходя из фламандской семьи из города Гент, взял себе прозвище «Гандаво». Родился приблизительно в 1540 г. в городе Брага. Был преподавателем португальского и латинского языков на севере Португалии и секретарём архива Торри-ди -Томбу. С 1558 по 1572 жил в Бразилии, работая на фазенде губернаторства Баия.

## Труды
Для того, чтобы подстегнуть португальскую эмиграцию написал два трактата — Трактат о провинции Бразилия (порт. Tratado da Província do Brasil) и Трактат о стране Бразилия (порт. Tratado da Terra do Brasil). Оба текста были позднее объединены в одну книгу: История провинции Санта-Круш, называемой в народе Бразилией (порт. História da Província Santa Cruz a que vulgarmente chamamos Brasil), изданную в Лиссабоне Антониу Гонсалвешем (порт. Antônio Gonçalves) в 1576 г.